# 르노코리아 QM6
르노 QM6(Renault QM6)는 대한민국의 자동차 업체인 르노코리아의 전륜구동 기반 스포츠 유틸리티 자동차이다. 차명인 QM6에서 QM은 'Quest Motoring'(quest for the perfect car)을 의미하며, 6은 중형급을 나타내는 숫자이다.

## 1세대(HZG)

### QM6(2016년9월~2019년6월)

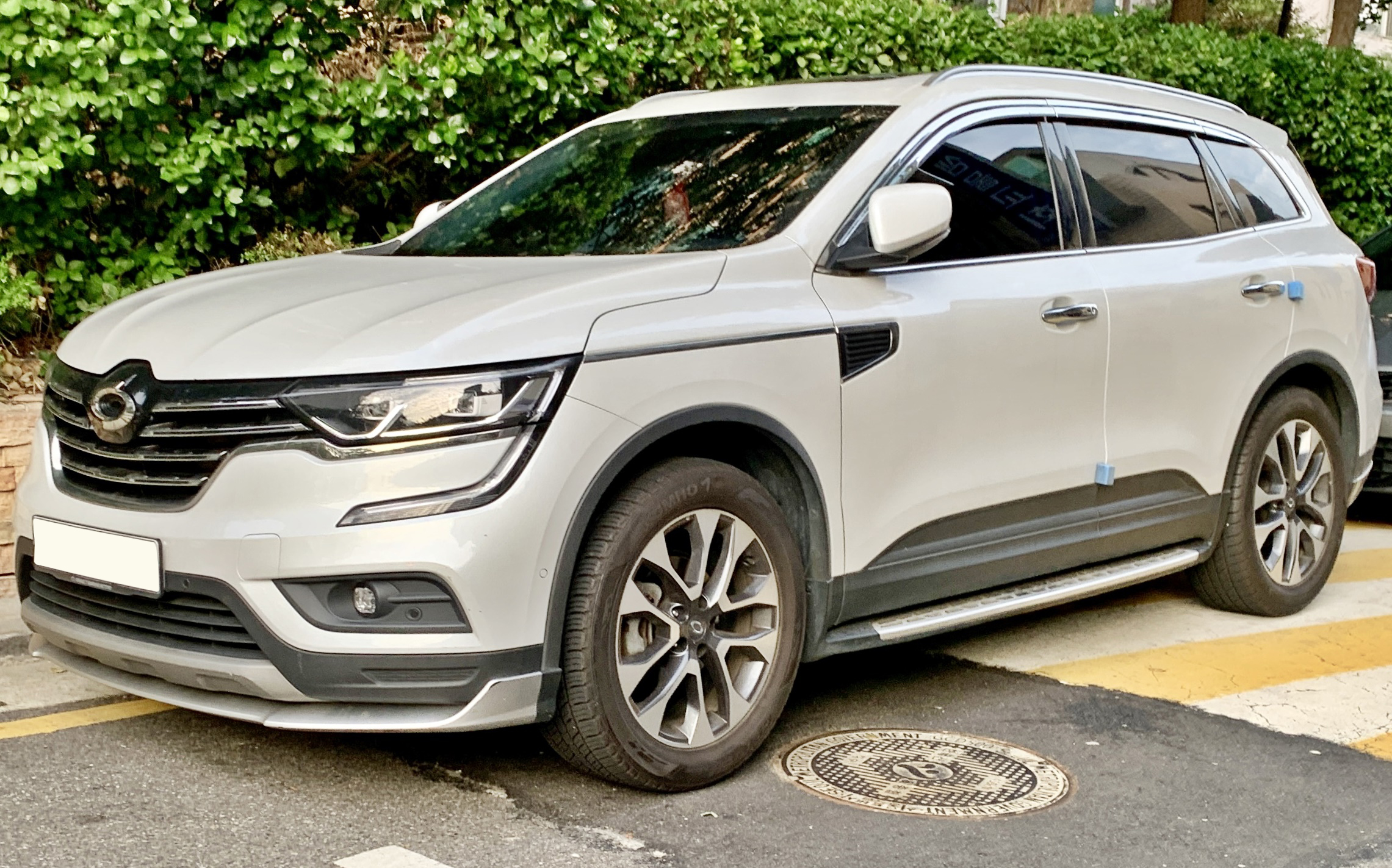
르노삼성 QM6 정측면

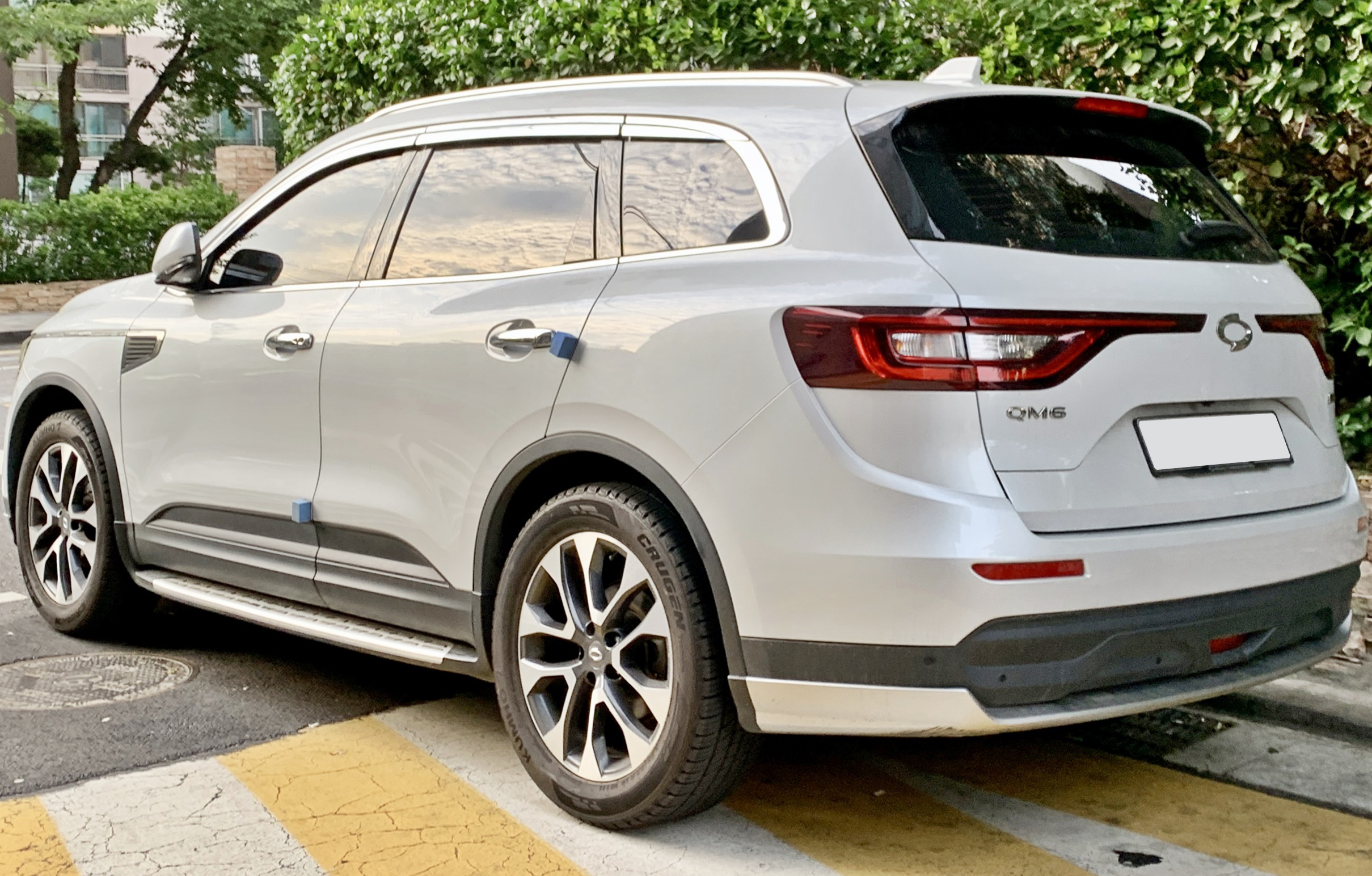
르노삼성 QM6 후측면

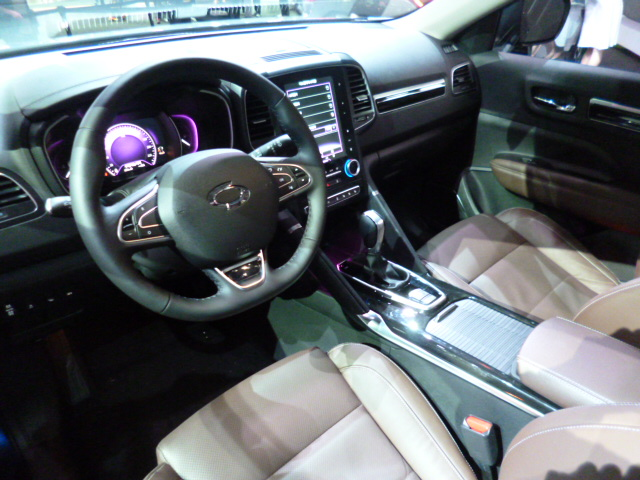
르노삼성 QM6 CVT 실내

2016년 6월에 개최된 부산 모터쇼에서 공개되었으며, 같은 해 9월 2일에 출시되었다. 출시에 앞서 2016년에 개최된 부산 국제 모터쇼에서 처음 공개되었으며, 8월 31일에 언론 발표회를 가졌다. QM5의 후속 차종인 QM6는 SM6에 이어 르노의 최신 패밀리 룩이 반영된 디자인이 적용되었다. 플랫폼은 SM6와 같은 닛산 자동차와 르노의 주도로 개발한 CMF(Common Module Family)가 적용되었다. 8.7인치 S 링크 디스플레이와 더불어 5가지 색상과 밝기 조정이 가능한 앰비언트 라이트, 센터포인트®2가 적용된 BOSE® 서라운드 사운드 시스템, 엔진 소음을 감소시키는 액티브 노이즈 캔슬레이션 등이 대한민국산 SUV 최초로 적용되었다. 유로 6 배기 가스 기준을 충족시키는 2.0ℓ dCi(초고압 커먼레일 직분사식) 디젤 터보 엔진에 일본 자트코 社의 첨단 엑스트로닉 CVT와 조합된다. 더불어 자동 긴급 제동 시스템, 차간 거리 경보 시스템, 차선 이탈 경보 시스템, 사각지대 경보 시스템 등 첨단 안전 사양 역시 적용되었다.
| 구분                 | 2.0 dCi 디젤(2WD)                                                                     | 2.0 dCi 디젤(4WD)                                                                     | 2.0 GDe 가솔린(2WD)                                                                   |
| -------------------- | ------------------------------------------------------------------------------------- | ------------------------------------------------------------------------------------- | ------------------------------------------------------------------------------------- |
| 전장 (mm)            | 4,675                                                                                 | 4,675                                                                                 | 4,675                                                                                 |
| 전폭 (mm)            | 1,845                                                                                 | 1,845                                                                                 | 1,845                                                                                 |
| 전고 (mm)            | 1,680 1,710(루프 랙 적용시)                                                           | 1,680 1,710(루프 랙 적용시)                                                           | 1,680 1,710(루프 랙 적용시)                                                           |
| 축거 (mm)            | 2,705                                                                                 | 2,705                                                                                 | 2,705                                                                                 |
| 윤거 (전, mm)        | 1,595                                                                                 | 1,595                                                                                 | 1,595                                                                                 |
| 윤거 (후, mm)        | 1,590                                                                                 | 1,590                                                                                 | 1,590                                                                                 |
| 승차 정원            | 5명                                                                                   | 5명                                                                                   | 5명                                                                                   |
| 변속기               | CVT                                                                                   | CVT                                                                                   | CVT                                                                                   |
| 서스펜션 (전/후)     | 맥퍼슨 스트럿/멀티 링크                                                               | 맥퍼슨 스트럿/멀티 링크                                                               | 맥퍼슨 스트럿/멀티 링크                                                               |
| 구동 형식            | 전륜 구동                                                                             | 4륜 구동                                                                              | 전륜 구동                                                                             |
| 엔진 형식            | M9R                                                                                   | M9R                                                                                   | M5R                                                                                   |
| 연료                 | 디젤                                                                                  | 디젤                                                                                  | 가솔린                                                                                |
| 배기량 (cc)          | 1,995                                                                                 | 1,995                                                                                 | 1,997                                                                                 |
| 최고 출력 (ps/rpm)   | 177/3,750                                                                             | 177/3,750                                                                             | 144/6,000                                                                             |
| 최대 토크 (kg*m/rpm) | 38.7/2,000~3,000                                                                      | 38.7/2,000~3,000                                                                      | 20.4/4,400                                                                            |
| 연료 탱크 용량 (ℓ)   | 60                                                                                    | 60                                                                                    | 60                                                                                    |
| 요소수 탱크 용량 (ℓ) | -                                                                                     | -                                                                                     | -                                                                                     |
| 공차 중량 (kg)       | 1,645(17/18인치 휠) /1,705(19인치 휠)                                                 | 1,735(17/18인치 휠) /1,760(19인치 휠)                                                 | 1,525(17/18인치 휠) /1,580(19인치 휠)                                                 |
| 연비 (km/ℓ)          | 도심 12.3/고속 13.6/복합 12.8(17/18인치 휠) /도심 11.8/고속 13.4/복합 12.5(19인치 휠) | 도심 11.3/고속 12.6/복합 11.9(17/18인치 휠) /도심 11.1/고속 12.4/복합 11.7(19인치 휠) | 도심 10.7/고속 13.1/복합 11.7(17/18인치 휠) /도심 10.3/고속 12.7/복합 11.2(19인치 휠) |
| Co2 배출량 (g/km)    | 148(17/18인치 휠) /153(19인치 휠)                                                     | 162(17/18인치 휠) /165(19인치 휠)                                                     | 145(17/18인치 휠) /151(19인치 휠)                                                     |

### 더 뉴 QM6(2019년6월~2020년11월)
2019년 6월 18일에 첫 부분변경 모델이 나오면서, 미세먼지 저감을 위한 정부 시책의 일환으로 LPG 승용차의 일반인 판매가 허용됨에 따라, 140마력 2.0리터 DOHC LPG 엔진이 추가됐다. QM6 LPe는 LPG 승용차의 선입견을 해소하기 위해서, 가솔린 엔진처럼 전자 제어 방식의 인젝션 고압 펌프를 이용해 LPG 연료를 엔진에 정밀하고 미세하게 분사해 가솔린 엔진에 버금가는 출력을 발휘하도록 LPG 엔진을 대폭 개선했다. 또한, LPG 승용차 구매를 꺼리는 또 다른 이유인 협소한 트렁크 공간 문제는 스페어 타이어 공간을 활용한 도넛 탱크로 해결하여, 기아 스포티지 LPG 모델이 나오기까지 국내 유일 LPG SUV 1위를 독식했다. 거기에 동사의 SM5 LPG 택시가 단종된 후 SM6 LPG 택시 역시 출시됐다가 마이너 체인지 때 택시 사양이 삭제되면서, QM6 2.0 DOHC LPG는 별도의 택시전용 트림이 없음에도 간간히 영업용 택시로 쓰이기도 한다.
동년 9월에는 2.0 디젤(4륜구동)이 엔진 개량을 마치고 인증을 통과하여 재출시됐으며, 1.7 디젤(전륜구동)도 추가됐다.
| 구분                 | 1.7 dCi 디젤(2WD)                                                                     | 2.0 dCi 디젤(4WD)                                                                  | 2.0 GDe 가솔린(2WD)                                                                   | 2.0 LPe LPG(2WD)                                                                  |
| -------------------- | ------------------------------------------------------------------------------------- | ---------------------------------------------------------------------------------- | ------------------------------------------------------------------------------------- | --------------------------------------------------------------------------------- |
| 전장 (mm)            | 4,675                                                                                 | 4,675                                                                              | 4,675                                                                                 | 4,675                                                                             |
| 전폭 (mm)            | 1,845                                                                                 | 1,845                                                                              | 1,845                                                                                 | 1,845                                                                             |
| 전고 (mm)            | 1,680 1,710(루프 랙 적용시)                                                           | 1,680 1,710(루프 랙 적용시)                                                        | 1,680 1,710(루프 랙 적용시)                                                           | 1,680 1,710(루프 랙 적용시)                                                       |
| 축거 (mm)            | 2,705                                                                                 | 2,705                                                                              | 2,705                                                                                 | 2,705                                                                             |
| 윤거 (전, mm)        | 1,595                                                                                 | 1,595                                                                              | 1,595                                                                                 | 1,595                                                                             |
| 윤거 (후, mm)        | 1,590                                                                                 | 1,590                                                                              | 1,590                                                                                 | 1,590                                                                             |
| 최저 지상고 (mm)     | 190                                                                                   | 190                                                                                | 190                                                                                   | 190                                                                               |
| 승차 정원            | 5명                                                                                   | 5명                                                                                | 5명                                                                                   | 5명                                                                               |
| 변속기               | CVT                                                                                   | CVT                                                                                | CVT                                                                                   | CVT                                                                               |
| 서스펜션 (전/후)     | 맥퍼슨 스트럿/멀티 링크                                                               | 맥퍼슨 스트럿/멀티 링크                                                            | 맥퍼슨 스트럿/멀티 링크                                                               | 맥퍼슨 스트럿/멀티 링크                                                           |
| 구동 형식            | 전륜구동                                                                              | 4륜구동                                                                            | 전륜구동                                                                              | 전륜구동                                                                          |
| 엔진 형식            | R9N                                                                                   | M9R                                                                                | M5R                                                                                   | M4RV                                                                              |
| 연료                 | 디젤                                                                                  | 디젤                                                                               | 가솔린                                                                                | LPG                                                                               |
| 배기량 (cc)          | 1,749                                                                                 | 1,997                                                                              | 1,997                                                                                 | 1,998                                                                             |
| 최고 출력 (ps/rpm)   | 150/3,750                                                                             | 190/3,750                                                                          | 144/6,000                                                                             | 140/6,000                                                                         |
| 최대 토크 (kg*m/rpm) | 34.6/1,750~2,750                                                                      | 38.7/1,750~3,500                                                                   | 20.4/4,400                                                                            | 19.7/3,700                                                                        |
| 연료 탱크 용량 (ℓ)   | 60                                                                                    | 60                                                                                 | 60                                                                                    | 60                                                                                |
| 요소수 탱크 용량 (ℓ) | 16                                                                                    | 16                                                                                 | -                                                                                     | -                                                                                 |
| 공차 중량 (kg)       | 1,700(17/18인치 휠) /1,730(19인치 휠)                                                 | 1,785(18인치 휠) /1,790(19인치 휠)                                                 | 1,535(17/18인치 휠) /1,570(19인치 휠)                                                 | 1,575(17/18인치 휠) /1,610(19인치 휠)                                             |
| 연비 (km/ℓ)          | 도심 13.1/고속 16.3/복합 14.4(17/18인치 휠) /도심 12.9/고속 16.1/복합 14.2(19인치 휠) | 도심 11.8/고속 14.0/복합 12.7(18인치 휠) /도심 11.6/고속 13.7/복합 12.5(19인치 휠) | 도심 11.1/고속 13.5/복합 12.0(17/18인치 휠) /도심 10.6/고속 13.1/복합 11.6(19인치 휠) | 도심 8.1/고속 10.2/복합 8.9(17/18인치 휠) /도심 7.7/고속 10.1/복합 8.6(19인치 휠) |
| Co2 배출량 (g/km)    | 132(17/18인치 휠) /153(19인치 휠)                                                     | 151(18인치 휠) /153(19인치 휠)                                                     | 140(17/18인치 휠) /146(19인치 휠)                                                     | 147(17/18인치 휠) /153(19인치 휠)                                                 |

### 뉴 QM6(2020년11월~2023년3월)

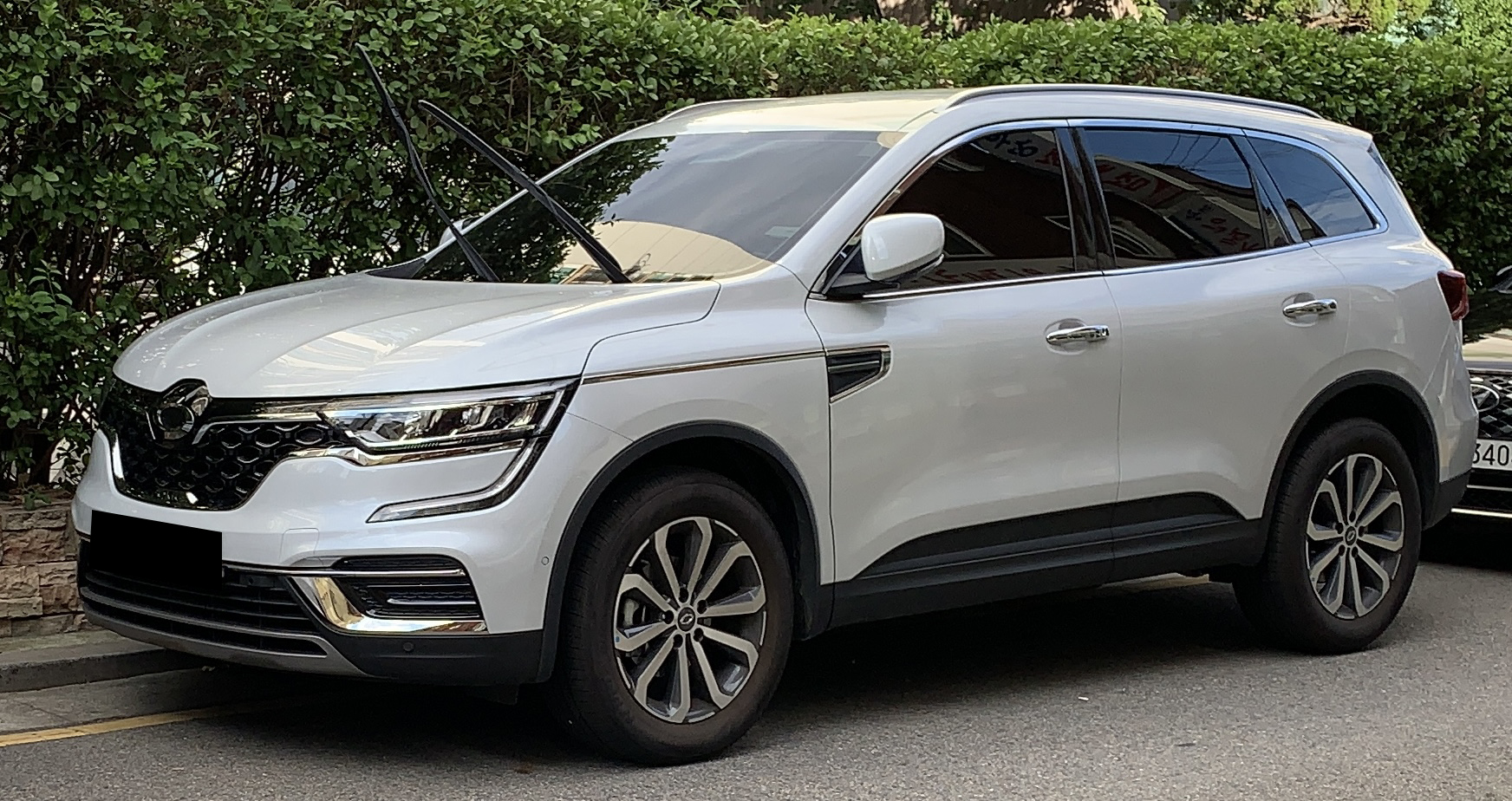
르노 뉴 QM6 정측면

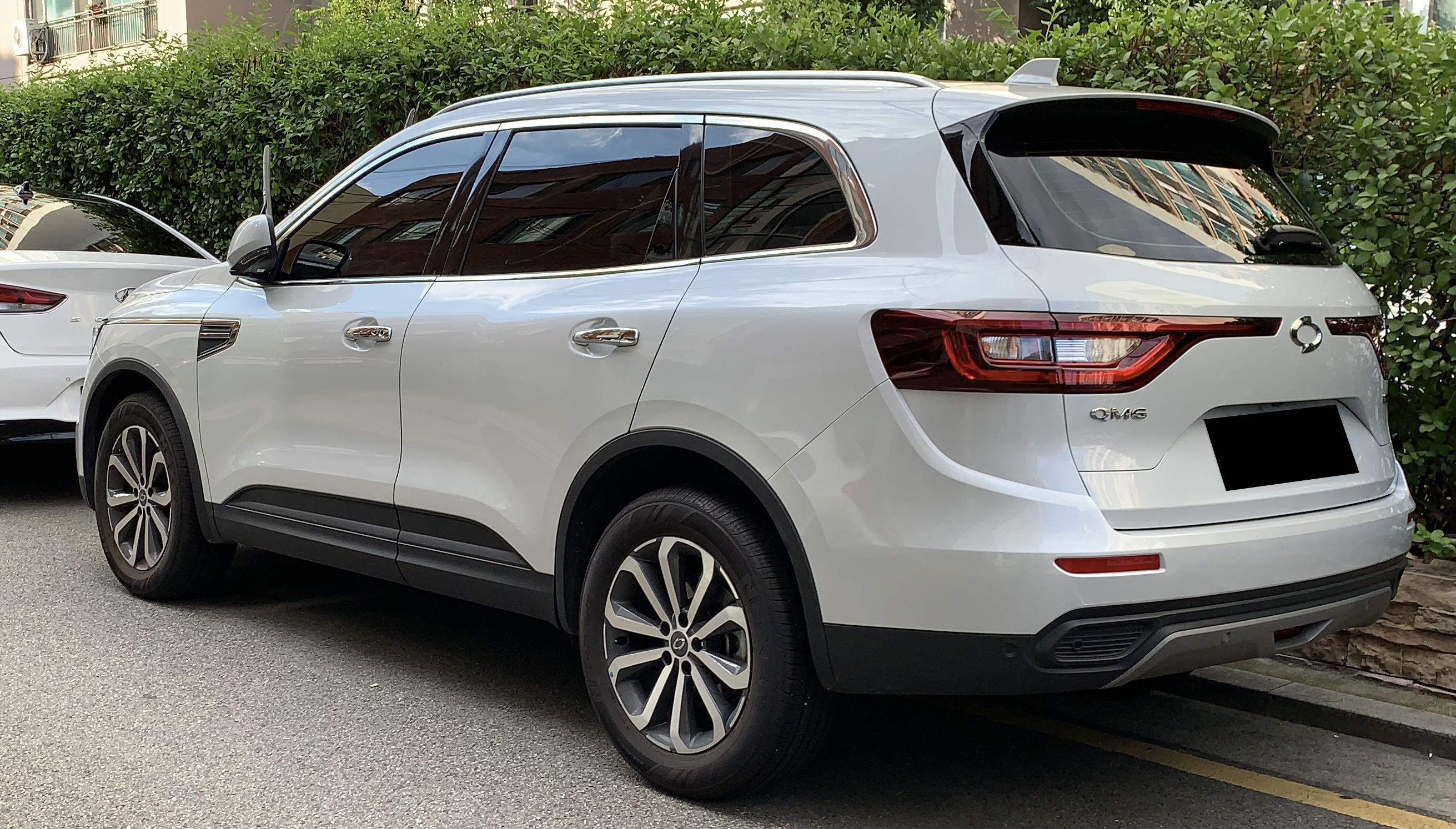
르노 뉴 QM6 후측면

2020년 11월에 출시했다. 엔진 라인업은 150마력 1.7리터 커먼레일 디젤 엔진이 제외된 것 외에는 변동이 없다.

### 더 뉴 QM6(2023년3월~현재)
2023년 3월 4일에 출시되었다. 정면의 그릴이 커지고 범퍼가 달라지며, 후면은 큰 변화가 없다.
미세먼자 저감을 위한 정부 시책의 일환으로, 190마력 2.0리터 커먼레일 디젤 엔진과 4륜구동은 더 이상 나오지 않는다. 이에 따라 2.0리터 DOHC 가솔린/LPG 엔진 및 전륜구동으로만 나온다.
2024년 4월엔 르노 로장주 로고가 적용되었고, 9월에 후속 차종인 그랑 콜레오스가 출시됨에도 한동안 병행판매를 이어나간다. 

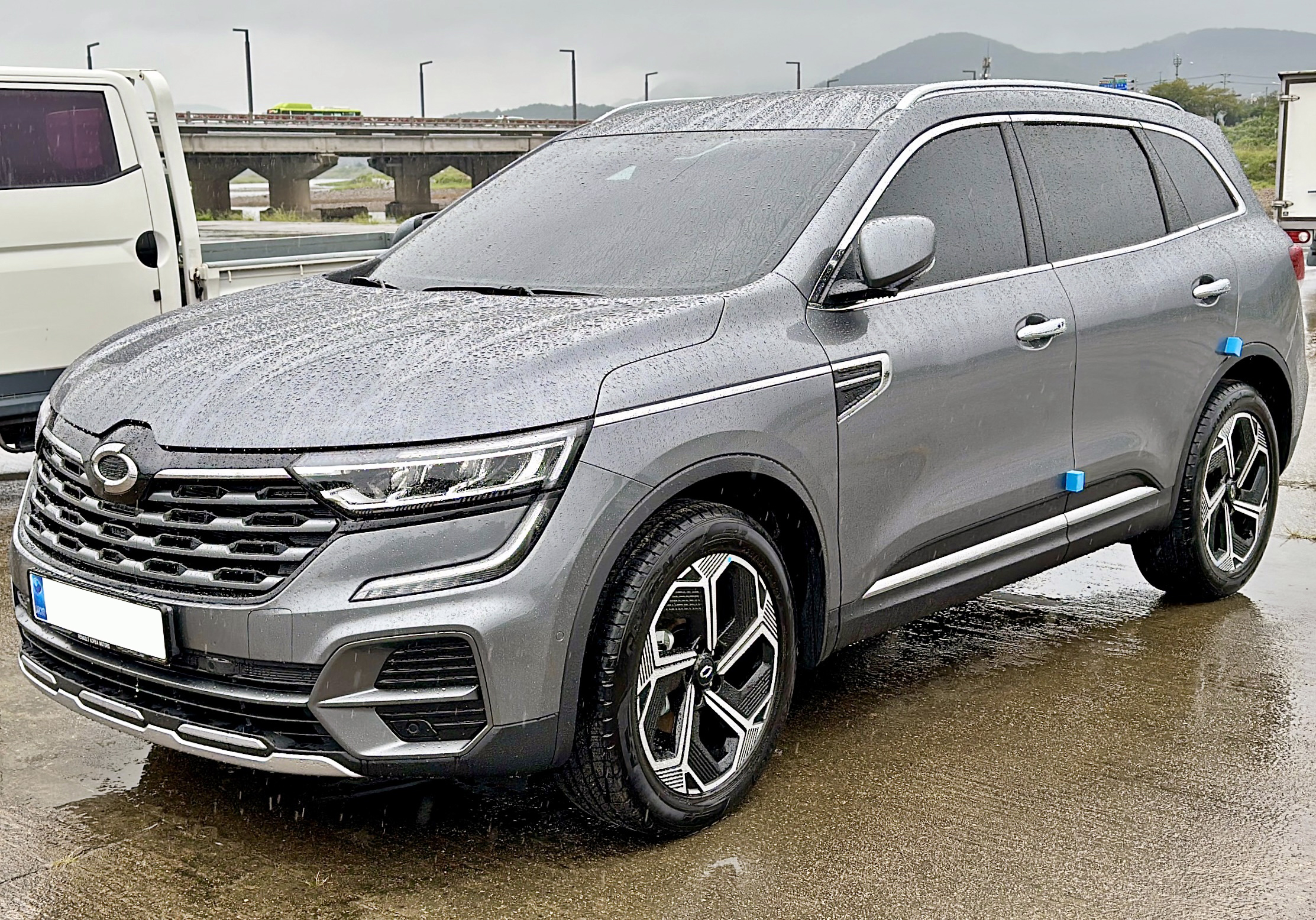
르노 더 뉴 QM6 정측면

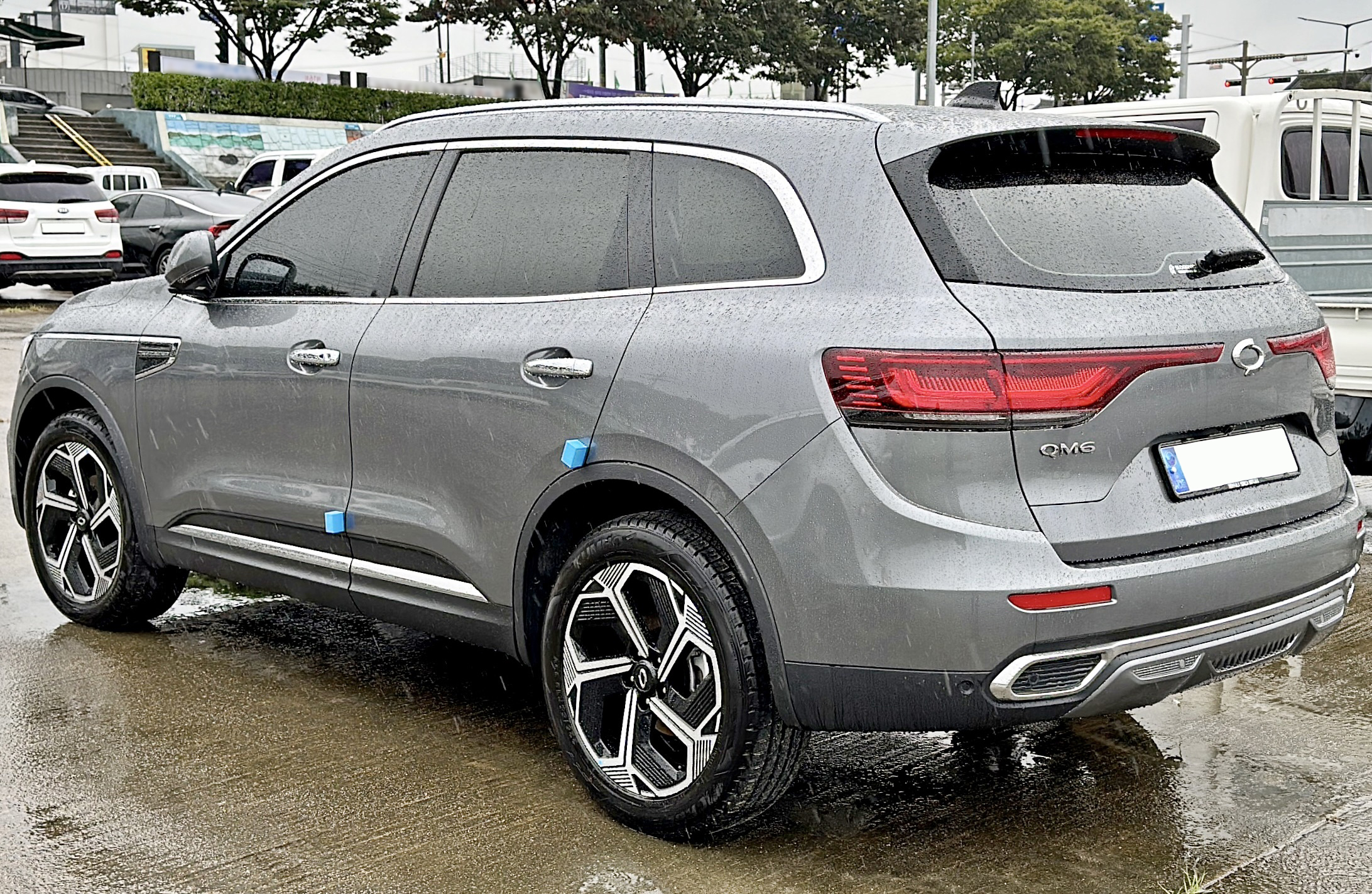
르노 더 뉴 QM6 후측면

2.0 DOHC LPG 전륜구동 모델을 기반으로 하는 2인승 밴 모델인 더 뉴 QM6 퀘스트가 추가됐다. 적재중량은 300kg이고, 자동차 관리법상 화물차로 형식승인을 받았다. 1세대 스포티지 그랜드 기반의 "빅 밴", 무쏘 밴, 갤로퍼2 5도어 밴 이후 모처럼 출시되는 SUV 기반 5도어형 화물 밴이며, 보디 온 프레임 타입이었던 스포티지 빅 밴 및 무쏘 밴, 갤로퍼2 5도어 밴과 달리 모노코크 보디 타입 밴이다. 또한 르노코리아 최초의 승용차 기반 2인승 밴이다. 그리고 갤로퍼2 밴 V6 3.0리터 SOHC LPG 이후 20년만에 등장한 LPG SUV 기반 밴이다.

## 역대 슬로건

### 1세대(HZG)
- Challenge The Rule (QM6)
- 조금 다른 특별함 (QM6)
- UPGRADE (더 뉴 QM6)
- 고민은 달라도 정답은 QM6 (더 뉴 QM6)
- My Style Identity (뉴 QM6)
- 조용하고 편안한 중형 SUV의 대명사 (뉴 QM6)
- upscaled freedom (더 뉴 QM6)
- 일상도 공간도 자유롭게 (더 뉴 QM6 퀘스트)

## 경쟁 차종
- 현대자동차 - 투싼, 싼타페
- 기아 - 스포티지, 쏘렌토
- 쉐보레 - 이쿼녹스, 트레일블레이저
- KG모빌리티 - 토레스
- 지프 - 컴패스, 체로키
- 폭스바겐 - 티구안
- 포드 - 이퀘이터
- 닛산 - 로그, X-트레일, 무라노
- 미쓰비시 - 아웃랜더
- 토요타 - 벤자, RAV4, 해리어, 크라운 스포트
- 푸조 - 5008
- 시트로엥 - C5 에어크로스
- GMC - 터레인
- 마쓰다 - CX-60
- 스바루 - 아웃백